# It's Alive (film)
It's Alive è un film horror statunitense del 2009 diretto da Josef Rusnak. Si tratta del remake del film Baby Killer diretto da Larry Cohen nel 1974.

## Trama
Poco prima della fine del suo semestre al college, Lenore Harker concepisce un bambino con il suo fidanzato, l'architetto Frank Davis. Dopo aver scoperto che il bambino è raddoppiato in appena un mese, i medici decidono di far nascere il bambino tramite parto cesareo. Appena il medico taglia il cordone ombelicale, il neonato va su tutte le furie ed uccide tutti i medici e le infermiere presenti in sala operatoria. Un infermiere, entrato per caso in sala operatoria, scopre la carneficina e che gli unici sopravvissuti sono la donna con il bambino addormentato sul suo stomaco.
Dopo essere stata interrogata dalla polizia, a Lenore è concesso di tornare a casa con il suo bambino. Qualche giorno dopo, il bambino, al quale è stato dato il nome di Daniel, morde la madre mentre lo sta allattando, rivelando così la sua predilezione per il sangue.
Daniel inizia ad attaccare piccoli animali e, col passare del tempo, ad uccidere persone adulte. Lenore si rifiuta di accettare il fatto che il suo bambino è un killer cannibale. Un giorno, Frank rientra a casa del lavoro e trova la culla di Daniel vuota con dentro solo un uccello morto. Frank si mette quindi alla ricerca di Daniel, ma rimane rinchiuso nel seminterrato. Frank verrà dalla polizia e sarà testimone dell'omicidio di un poliziotto ad opera di Daniel. Frank riesce a catturare Daniel, ma non riesce ad ucciderlo. Frank viene poi attaccato dal figlio.
Lenore esce di casa in cerca di Daniel e vede Frank infortunato. La donna quindi prende in braccio il bambino e fa ritorno con lui in casa, nella quale è intanto scoppiato un incendio. Impossibilitato a salvare moglie e figlio, a Frank non resta che stare a guardare la casa bruciare in compagnia del fratello Chris.

## Distribuzione
Il film è stato distribuito direttamente in DVD il 6 ottobre 2009. Nelle Filippine il film è uscito nei cinema nell'agosto 2009.

## Accoglienza
In un'intervista del 21 dicembre 2009, Larry Cohen, regista del film originale, ha dato al film una recensione negativa dicendo "È un film terribile. È appena guardabile. Vorrei consigliare a quanti amano il mio film di evitare di andare a vederlo."